# Robert Piaskowski
Robert Piaskowski – menedżer kultury i nauczyciel akademicki, w latach 2007–2019 dyrektor programowy Krakowskiego Biura Festiwalowego, w latach 2019–2023 pełnomocnik prezydenta Krakowa ds. kultury i dyrektor ds. rozwoju i kreatywności w Wydziale Kultury Urzędu Miasta Krakowa, od marca 2024 dyrektor Narodowego Centrum Kultury.

## Życiorys
Ukończył studia polonistyczne i socjologiczne na Uniwersytecie Jagiellońskim oraz Université d’Aix Marseille w Aix en Provence, a także studia z dyplomacji kulturalnej w Collegium Civitas w Warszawie. Był stypendystą programu „Promoting Social Change through Arts” Departamentu Stanu USA.
Był muzykiem, współzałożycielem i pierwszym prezesem stowarzyszenia Pro Musica Mundi oraz współzałożycielem fundacji Miasto Literatury. Został członkiem stowarzyszenia Willa Decjusza, stowarzyszenia Forum Kraków i członkiem rady konsultacyjnej Ośrodka Badań nad Twórczością Czesława Miłosza. Podjął pracę w biurze Kraków 2000. W latach 2007–2019 był dyrektorem programowym Krakowskiego Biura Festiwalowego. Odpowiadał za program festiwali organizowanych przez KBF, m.in. Misteria Paschalia, Opera Rara, Sacrum Profanum, Boskiej Komedii, Wianków, Sylwestra w Krakowie, Festiwalu Conrada i Festiwalu Miłosza. Był współzałożycielem i dyrektorem artystycznym Festiwalu Muzyki Filmowej w Krakowie.
Pełnił funkcję społecznego doradcy prezydenta Krakowa Jacka Majchrowskiego do spraw współpracy z organizacjami międzynarodowymi w zakresie dziedzictwa kulturowego Krakowa. 1 czerwca 2019 został pełnomocnikiem prezydenta Krakowa Jacka Majchrowskiego do spraw kultury. Pełnił też funkcję dyrektora do spraw rozwoju i kreatywności w Wydziale Kultury Urzędu Miasta Krakowa. Prowadził zespół Krakow Film Commission i koordynował program Filmowy Kraków. Przewodniczył staraniom Krakowa o tytuł Miasta Kreatywnego UNESCO w dziedzinie literatury. Przewodniczył pracom Zintegrowanego Centrum Zarządzania Dziedzictwem Krakowa. Był członkiem Rady Zarządzającej Międzynarodowej Sieci Miast Schronienia ICORN. Był jednym z pomysłodawców połączenia bibliotek miejskich w jedną sieć Biblioteka Kraków. Współtworzył koncepcję niezrealizowanego Centrum Literatury i Języka Planeta Lem. Współorganizował 41. Sesję Komitetu Światowego Dziedzictwa UNESCO w Krakowie. Reprezentował Kraków w relacjach z siecią Miast Festiwalowych Świata (Festival Cities Network). Został członkiem zespołu doradczego Instytutu Strategii Kultury Miasta Lwowa.
Podjął pracę jako nauczyciel akademicki na Uniwersytecie Jagiellońskim, Akademii Górniczo-Hutniczej, w Krakowskiej Akademii im Andrzeja Frycza Modrzewskiego i Wyższej Szkole Bankowej w Gdyni.
4 marca 2024 minister kultury i dziedzictwa narodowego Bartłomiej Sienkiewicz powołał go na stanowisko dyrektora Narodowego Centrum Kultury.

## Odznaczenia i nagrody
- Order Kawalera Sztuki i Literatury Republiki Francuskiej[8]
- Tytuł Krakowianina Roku 2013 w plebiscycie „Dziennika Polskiego”[8]
- Odznaka „Zasłużony dla Kultury Polskiej” (2024)[9]